# Скотт, Норман
Норман Скотт (англ. Norman Scott; 10 августа 1889 — 13 ноября 1942) — контр-адмирал военно-морских сил США и был одним из двух адмиралов ВМС США, погибших в боях в начальный период Второй мировой войны. Скотт посмертно получил медаль Почета за свои действия на тихоокеанском театре военных действий Второй мировой войны.

## Биография
Скотт родился 10 августа 1889 года в Индианаполисе, штат Индиана. Поступил в военно-морскую академию в 1907 году, которую окончил четыре года спустя. Скотт получил своё первое назначение, как энсин, в марте 1912 года. Он служил на линкоре USS Idaho (BB-24), затем служил на эсминцах. В декабре 1917 года Скотт был заместителем командира USS Jacob Jones (DD-61), когда она была потоплена немецкой подводной лодкой, и получил высокую оценку за свою работу. В остальное время Первой мировой войны лейтенант Скотт служил в военно-морском министерстве и как помощник президента Вудро Вильсона по вопросам флота. В 1919 году, переведенный в чин лейтенанта, он был ответственным за подразделение миноносцев Eagle Boats и командовал Eagle PE-2 и PE-Eagle 3.
В первые годы 1920-х годов Норман Скотт служил и плавал на эсминцах и линкоре USS New York (BB-34) около берегов Гавайев. С 1924 по 1930 год он был назначен в штат командующего Флота и в качестве инструктора в Военно-морской академии. В начале 1930-х годов командовал USS MacLeish (DD-220) и USS Paul Jones (DD-230). Скотт был членом военно-морской операции США в Бразилии в 1937—39 годах. После повышения до звания капитана он был командиром тяжелого крейсера USS Pensacola (CA-24), пока Соединённые Штаты не вступили во Вторую мировую войну в декабре 1941 года.
Капитан Скотт был назначен в Управление руководителя военно-морских операций в течение первых месяцев 1942 года. После назначения контр-адмиралом в мае он был отправлен в южную часть Тихого океана, где командовал огневой группой поддержки во время вторжения в Гуадалканал и Тулаги в начале августа. Контр-адмирал Скотт продолжал вести выполнение боевых задач в течение следующих трех месяцев. 11—12 октября 1942 года он командовал американским соединением, состоящим из четырёх крейсеров и пяти эсминцев, в битве у мыса Эсперанс — первой победе кампании. Месяц спустя 13 ноября 1942 года во время морского сражения за Гуадалканал контр-адмирал Скотт командовал крейсером USS Атланта (CL-51), который стал целью артиллерии и торпед нескольких японских кораблей. Артиллерийский огонь нанес Атланте тяжёлые повреждения, а торпеда попала в машинное отделение. Aтланта дрейфовала на линии огня крейсера USS San Francisco (CA-38), который случайно стрелял по Атланте, причинив даже больший ущерб, чем японцы, и убив адмирала Скотта и многих членов экипажа. За «Выдающийся героизм и бесстрашие» в октябрьских и ноябрьских сражениях, Скотт был посмертно награждён Медалью Почёта.
Так же, как и его коллега адмирал Каллаган, адмирал Скотт был похоронен в море.